# Сборная Марокко по хоккею с шайбой
Сборная Марокко по хоккею с шайбой — представляет Марокко на международных турнирах по хоккею с шайбой. Основана в 2005 году. Домашние матчи проводит на ледовой арене, расположенной в столице государства Рабате.

## История
История марокканской сборной началась в 2005 году, когда в Рабате открылся первый каток с искусственным льдом, расположенный в одном из торговых центров столицы. Одним из основателей хоккея в стране стал Мирини Халид, который создал первый профессиональный клуб в Марокко — «Рабат Кэпитал». При помощи своего брата он также открыл первую в стране хоккейную школу. В 2008 году сборная Марокко приняла участие в дебютном чемпионате арабских стран, в котором, помимо неё, выступали сборные Кувейта, Алжира и ОАЭ. Турнир ознаменовался завоеванием бронзовых медалей.

## Текущий состав
| !Позиция | Имя                 |
| -------- | ------------------- |
| В        | Адиль Эль Фардж     |
| В        | Альберт Бенхимоль   |
| В        | Мурад Шакир         |
| З        | Омар Эннаффати      |
| З        | Самир Эль Хаили     |
| З        | Патрик Хэрроч       |
| З        | Алекс Эннаффати     |
| З        | Усман Скалли        |
| З        | Яссин Ахразем       |
| З        | Мухамед Эль Идрисси |
| Н        | Маруан Бия          |
| Н        | Сиди Мухамед Дахха  |
| Н        | Мехди Гази          |
| Н        | Алаэдин Брайак      |
| Н        | Саад Тафвик         |
| Н        | Хабиб Алуи          |
| Н        | Самир Бухауи        |
| Н        | Мулай-Айад Дахха    |
| Н        | Марк Хэрроч         |
| Н        | Эрик Хэрроч         |
| Н        | Филипп Пинто        |
| Н        | Усман Букуисс       |

## Все матчи
- 16.06.08: ОАЭ — Марокко 9:0
- 17.06.08: Кувейт — Марокко 6:3
- 18.06.08: Марокко — Алжир 9:6
- 19.06.08: Кувейт — Марокко 9:0
- 20.06.08: Марокко — Алжир 7:5